# Tabla de Nergal

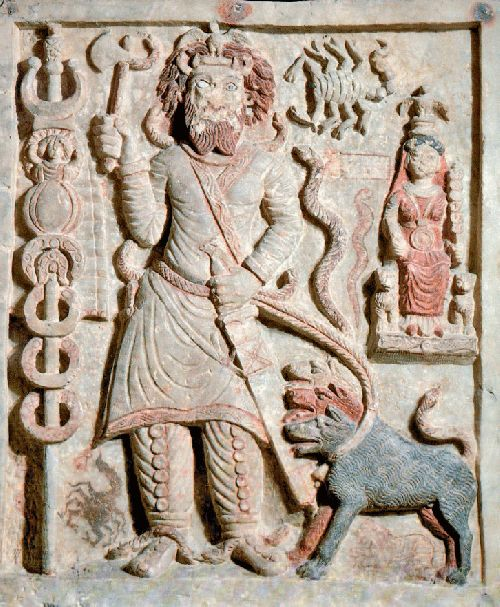
La tabla de Nergal.

La tabla de Nergal (también conocida como relieve de Cerbero o figura en relieve de Hades) es un relieve parto del dios Nergal encontrado en la ciudad de Hatra en Irak, que data del siglo I o II d. C.
El panel fue recuperado de una habitación del Primer Templo en el lugar donde había estado incrustado en una pared.  Junto a Nergal, aparece una pequeña figura femenina sentada en un trono con leones que probablemente representa a la diosa Al-lat.  El antiguo dios mesopotámico es por influencia helenística asimilado a su equivalente griego Hades, por lo que lleva atado a Cerbero, el perro guardián de tres cabezas que guarda la entrada al mundo de los muertos. La pieza aun conservaba buena parte de la policromía original.
La tabla fue destruida en mayo de 2015, por militantes del Estado Islámico, cuando saquearon el Museo de Mosul. Posteriormente, el panel fue recreado digitalmente mediante fotogrametría y diversas fotografías como parte del Proyecto Mosul. 